# Jeunesse et reconstruction
Association française loi de 1901, Jeunesse et Reconstruction (J&R) organise des chantiers de volontaires internationaux en France. Parallèlement, J&R, via son réseau de partenaires étrangers, envoie des Français sur des chantiers à l’étranger.
Créée en 1948, à l’origine pour rassembler la jeunesse européenne par la reconstruction du continent, elle compte aujourd’hui des partenaires partout dans le monde. Son but est de promouvoir l’échange interculturel en permettant aux volontaires de s’investir ensemble dans des projets au service de la collectivité.

## Projets internationaux
L’association propose plusieurs types de chantiers : restauration de bâtiments anciens, animation auprès d’enfants, nettoyage et entretien d’espaces naturels, travail dans des centres pour personnes handicapés physiques et/ou mental, organisation de festivals…
Ces projets sont de deux types :
- court-terme (deux semaines à un mois), durant la période été/printemps. Une quinzaine de volontaires par projet.
- moyen (un à six mois) et long terme (six mois à un an), toute l’année. Un ou deux volontaires par projet.

## Partenaires
Jeunesse et Reconstruction compte actuellement 213 organisations partenaires, dans 77 pays. L’association est par ailleurs agréée par le Ministère du Tourisme ainsi que par le Secrétariat d’Etat à la Jeunesse et aux Sports.